# Osła
Osła (alemán: Aslau) es una localidad del distrito de Bolesławiec, en el voivodato de Baja Silesia (Polonia). Se encuentra en el suroeste del país, dentro del término municipal de Gromadka, a unos 5 km al sur de la localidad homónima y sede del gobierno municipal, a unos 14 al nordeste de Bolesławiec, la capital del distrito, y a unos 93 al oeste de Breslavia, la capital del voivodato. En 2011, según el censo realizado por la Oficina Central de Estadística polaca, su población era de 551 habitantes. Osła perteneció a Alemania hasta 1945.